# Uranotaenia dumonti
Uranotaenia dumonti är en tvåvingeart som beskrevs av Doucet 1949. Uranotaenia dumonti ingår i släktet Uranotaenia och familjen stickmyggor.
Artens utbredningsområde är Madagaskar. Inga underarter finns listade i Catalogue of Life.